# Рачунарски звучник
Рачунарски или мултимедијални звучници су спољашњи звучници опремљени прикључком који се укључује на звучну картицу. Рачунарски звучници су обични поједностављени стерео системи са појачавачем. Постоји много различитих звучника, од најобичнијих стерео-звучника, преко 2.1 и 5.1, па све до 7.1 surround система са напредним опцијама.

## Најзначајнији произвођачи
- Altec Lansing
- Bose
- Creative Labs
- Cyber Acoustics
- Dell, Inc
- GE
- Harman Kardon
- Klipsch
- Logic3
- Logitech
- MasonWare
- MS
- Hewlett-Packard